# Chong Kal
Chong Kal thuộc tỉnh Oddar Meancheay tại Campuchia. Theo thống kê năm 1998, huyện có tổng dân số là 18,843.